# Микола Момбеллі
Момбеллі Микола Олександрович (12 [24] лютого 1823, Новозибків — 14 [27] грудня 1902, Владикавказ) — російський офіцер, активний учасник гуртка петрашевців.

## Життєпис
Народився в сім'ї відставного підполковника, мав багато суродженців. У 1838 році вступив в Дворянський корпус, з якого був випущений в чині прапорщика в лейб-гвардії Московський полк. Багато читав, знав кілька мов. У вересні 1846 року влаштовував у себе щотижневі літературні вечори, де читалися ліберальні твори. Критикував безправне становище нижчих класів в країні і висловлював республіканські погляди. На цих зборах, як і пізніше у петрашевців, безуспішно намагався умовити учасників створити таємне товариство для заняття антиурядовою пропагандою. У лютому 1847 припинив збори, після того як командувач дивізією цесаревич Олександр виявив йому своє незадоволення таким заняттям офіцерів.
З осені 1848 року Момбеллі відвідував збори Михайла Петрашевського. Арештований в ніч на 23 квітня 1849 року, на той момент мав звання поручика. Умови утримання у в'язниці Петропавлівської фортеці пізніше називав значно кращими, ніж їх описували газети. Засуджений до смерті, 22 грудня в першій трійці з Петрашевський і Миколою Спєшнєвим піднявся на ешафот інсценійованого покарання.
Покарання Момбеллі було замінено на 15 років каторги. Працював, прикутий до тачки, на Александрівському сереброплавильному заводі, де здоров'я Момбеллі було підірвано. За коронаційного маніфесту Олександра II в 1856 році був звільнений і виїхав до Оренбурга. У наступному році отримав дозвіл вступити рядовим в Апшеронський полк, який брав участь у Кавказькій війні. У 1859 році Момбеллі брав участь в штурмі Гуниба. У 1860-х роках в чині прапорщика працював на штабній посаді в Темір-Хан-Шурі, столиці Дагестанської області. У тамтешній щодо ліберальної атмосфері почувався досить комфортно, купував літературу, в тому числі заборонену. Його погляди з часів гуртків трохи пом'якшилися, став прихильником конституційної монархії.